# Episodi di My Melody - Sogni di magia
Questa voce raggruppa tutti gli episodi delle quattro serie animate di My Melody - Sogni di magia.

## Prima serie
Italia 1 ha trasmesso i primi 42 episodi nel formato da 15 minuti l'uno, saltando il 24. L'episodio 39 è andato in onda prima del 38. I primi 5 minuti dell'episodio 43 sono andati in onda il 21 novembre; il 1º dicembre, anziché riprendere da dove si era interrotto, si è deciso di ritrasmettere l'episodio 43 dall'inizio. Gli episodi dal 43 al 52 sono andati in onda nel formato da 10 minuti.
| Nº | Titolo italiano Giapponese 「Kanji」 - Rōmaji | In onda           | In onda                          |
| Nº | Titolo italiano Giapponese 「Kanji」 - Rōmaji | Giapponese        | Italiano                         |
| 1  | Mi piacerebbe suonare il violino 「バイオリン弾けたらイイナ！」 - baiorin hike tara iina!                                                                         | 3 aprile 2005     | 8-9 settembre 2008               |
| 2  | Mi piacerebbe prendere un bel voto / Mi piacerebbe essere un bravo studente 「勉強ができたらイイナ！」 - benkyō gadekitara iina!                                  | 10 aprile 2005    | 9-10 settembre 2008              |
| 3  | Mi piacerebbe avere tanti amici 「友達がたくさんできたらイイナ！」 - tomodachi gatakusandekitara iina!                                                            | 17 aprile 2005    | 10-11 settembre 2008             |
| 4  | Mi piacerebbe una casa pulita 「おうちがキレイになったらイイナ！」 - ōchiga kirei ninattara iina!                                                                 | 24 aprile 2005    | 12-15 settembre 2008             |
| 5  | Mi piacerebbe giocare a calcio / Mi piacerebbe essere un grande campione 「優勝できたらイイナ！」 - yūshō dekitara iina!                                          | 1º maggio 2005    | 15-16 settembre 2008             |
| 6  | Mi piacerebbe fare un tuffo nel passato 「昔にもどれたらイイナ！」 - mukashi nimodoretara iina!                                                                   | 8 maggio 2005     | 16-17 settembre 2008             |
| 7  | Mi piacerebbe chiedere scusa 「ゴメンって言えたらイイナ！」 - gomen tte ie tara iina!                                                                             | 15 maggio 2005    | 18-19 settembre 2008             |
| 8  | Mi piacerebbe che fosse più femminile / Mi piacerebbe poter rimanere me stessa 「かわいくなったらイイナ！」 - kawaikunattara iina!                                | 22 maggio 2005    | 19-22 settembre 2008             |
| 9  | Mi piacerebbe saltare la corda molte volte 「縄とびたくさん跳べたらイイナ！」 - nawa tobitakusan tobe tara iina!                                                  | 29 maggio 2005    | 22-23 settembre 2008             |
| 10 | Mi piacerebbe diventare un eroe 「ヒーローになれたらイイナ！」 - hiro ninaretara iina!                                                                            | 5 giugno 2005     | 24-25 settembre 2008             |
| 11 | Mi piacerebbe essere una grande cuoca / Mi piacerebbe cucinare piatti deliziosi 「お料理上手になれたらイイナ！」 - o ryōrijōzu ninaretara iina!                   | 12 giugno 2005    | 25-26 settembre 2008             |
| 12 | Mi piacerebbe vedere My Melody 「マイメロちゃんに会えたらイイナ！」 - maimero channi ae tara iina!                                                                | 19 giugno 2005    | 26-29 settembre 2008             |
| 13 | Mi piacerebbe che mi si sciogliesse il cuore 「心がとけたらイイナ！」 - kokoro gatoketara iina!                                                                   | 26 giugno 2005    | 30 settembre/ 1º ottobre 2008    |
| 14 | Mi piacerebbe battere il mio rivale / Mi piacerebbe essere il più veloce 「ライバルに勝てたらたらイイナ！」 - raibaru ni kate taratara iina!                      | 3 luglio 2005     | 1-2 ottobre 2008                 |
| 15 | Mi piacerebbe poter cantare di nuovo 「もう一度歌えたらイイナ！」 - mō ichido utae tara iina!                                                                     | 10 luglio 2005    | 2-3 ottobre 2008                 |
| 16 | Mi piacerebbe riuscire a conquistarlo 「キスできたらイイナ！」 - kisu dekitara iina!                                                                              | 17 luglio 2005    | 6-7 ottobre 2008                 |
| 17 | Mi piacerebbe che apprezzasse la verdura /Mi piacerebbe vederlo felice 「野菜が好きになったらイイナ！」 - yasai ga suki ninattara iina!                           | 24 luglio 2005    | 7-8 ottobre 2008                 |
| 18 | Mi piacerebbe aver più tempo 「時間がいっぱいあったらイイナ！」 - jikan gaippaiattara iina!                                                                       | 31 luglio 2005    | 8-9 ottobre 2008                 |
| 19 | Mi piacerebbe essere l’eroe della spiaggia 「ヒーローになれたらイイナ 2!」 - hiro ninaretara iina 2!                                                              | 7 agosto 2005     | 10-13 ottobre 2008               |
| 20 | Mi piacerebbe guardare insieme le stelle / Mi piacerebbe rivedere il mio primo amore 「星をいっしょに見れたらイイナ！」 - hoshi woisshoni mire tara iina!         | 14 agosto 2005    | 13-14 ottobre 2008               |
| 21 | Mi piacerebbe essere My Melo 「マイメロになれたらイイナ！」 - maimero ninaretara iina!                                                                            | 21 agosto 2005    | 14-15 ottobre 2008               |
| 22 | Mi piacerebbe che mia madre stesse meglio 「ママが元気になったらイイナ！」 - mama ga genki ninattara iina!                                                        | 28 agosto 2005    | 16-17 ottobre 2008               |
| 23 | Mi piacerebbe ballare con lui / Mi piacerebbe essere la regina del ballo 「カレと踊れたらイイナ！」 - kare to odore tara iina!                                    | 4 settembre 2005  | 17-20 ottobre 2008               |
| 24 | Mi piacerebbe avere un bel corpo 「ナイスバディになれたらイイナ！」 - naisubadi ninaretara iina!                                                                  | 11 settembre 2005 | 21 dicembre 2009 (su Hiro)       |
| 25 | Mi piacerebbe avere più aiuti 「手伝ってもらえたらイイナ！」 - tetsudatte moraetara iina!                                                                         | 18 settembre 2005 | 20-21 ottobre 2008               |
| 26 | Mi piacerebbe essere un campione 「チャンピオンになれたらイイナ！」 - chanpion ninaretara iina!                                                                   | 25 settembre 2005 | 22-23 ottobre 2008               |
| 27 | Mi piacerebbe essere Keici / Mi piacerebbe vincere l’incontro 「柊サマになれたらイイナ！」 - hiiragi sama ninaretara iina!                                        | 2 ottobre 2005    | 23-24 ottobre 2008               |
| 28 | Mi piacerebbe che domani ci fosse il sole 「あした晴れたらイイナ！」 - ashita hare tara iina!                                                                     | 9 ottobre 2005    | 24-27 ottobre 2008               |
| 29 | Mi piacerebbe essere la più bella della classe 「マドンナになれたらイイナ！」 - madonna ninaretara iina!                                                          | 16 ottobre 2005   | 28-29 ottobre 2008               |
| 30 | Mi piacerebbe che tornasse a essere un bravo bambino / Mi piacerebbe che tutto tornasse normale 「子供にもどったらイイナ！」 - kodomo nimodottara iina!           | 23 ottobre 2005   | 29-30 ottobre 2008               |
| 31 | Mi piacerebbe saper dire di no 「ノーと言えたらイイナ!」 - no to ie tara iina!                                                                                    | 30 ottobre 2005   | 30-31 ottobre 2008               |
| 32 | Mi piacerebbe essere fortunato 「ラッキーになれたらイイナ！」 - rakki ninaretara iina!                                                                            | 6 novembre 2005   | 3-4 novembre 2008                |
| 33 | Mi piacerebbe che tutti venissero alla mia festa / Mi piacerebbe mangiare la torta di Mymelo 「みんな来てくれたらイイナ！」 - minna kite kuretara iina!           | 13 novembre 2005  | 4-5 novembre 2008                |
| 34 | Mi piacerebbe fare l’attore 「ヒーローになれたらイイナ3！」 - hiro ninaretara iina 3!                                                                             | 20 novembre 2005  | 5-6 novembre 2008                |
| 35 | Mi piacerebbe essere felice 「幸せが見つかったらイイナ！」 - shiawase ga mitsu kattara iina!                                                                      | 27 novembre 2005  | 7-10 novembre 2008               |
| 36 | Mi piacerebbe salvare il mondo / Mi piacerebbe vedere i sogni di Keici 「地球が救えたらイイナ！」 - chikyū ga sukue tara iina!                                    | 4 dicembre 2005   | 10-11 novembre 2008              |
| 37 | Mi piacerebbe poterla incontrare nella giungla 「ジャングルで会えたらイイナ！」 - janguru de ae tara iina!                                                        | 11 dicembre 2005  | 11-12 novembre 2008              |
| 38 | Mi piacerebbe poter vincere il premio / Mi piacerebbe essere un grande regista 「賞がとれたらイイナ！」 - shō gatoretara iina!                                    | 18 dicembre 2005  | 14-17 novembre 2008              |
| 39 | Mi piacerebbe vedere la mia mamma 「お母さんに会えたらイイナ！」 - o kaasan ni ae tara iina!                                                                      | 25 dicembre 2005  | 13-14 novembre 2008              |
| 40 | Mi piacerebbe avere un futuro rosa 「大吉だったらイイナ！」 - daikichi dattara iina!                                                                              | 2 gennaio 2006    | 17-18 novembre 2008              |
| 41 | Mi piacerebbe essere il numero uno 「ナンバーワンになれたらイイナ！」 - nanbawan ninaretara iina!                                                                 | 8 gennaio 2006    | 19-20 novembre 2008              |
| 42 | Mi piacerebbe poter scrivere un diario divertente / Mi piacerebbe avere tanti sconti 「楽しい日記が書けたらイイナ！」 - tanoshi i nikki ga kake tara iina!        | 15 gennaio 2006   | 20-21 novembre 2008              |
| 43 | Mi piacerebbe riuscire a dirgli che mi piace / Mi piacerebbe smascherare Kuromi 「告白できたらイイナ!」 - kokuhaku dekitara iina!                                 | 22 gennaio 2006   | 21 novembre/ 1-2 dicembre 2008   |
| 44 | Mi piacerebbe entrare nel castello / Mi piacerebbe riuscire a prendermi il Melody violino 「お城に突入できたらイイナ!」 - o shiro ni totsunyū dekitara iina!      | 29 gennaio 2006   | 3-4 dicembre 2009                |
| 45 | Mi piacerebbe fidarmi di lui / Mi piacerebbe poter uscire con lei 「キスできたらイイナ2!」 - kisu dekitara iina 2!                                                | 5 febbraio 2006   | 5-9 dicembre 2009                |
| 46 | Mi piacerebbe prenderlo a pugni / Mi piacerebbe che sapesse quanto mi ha deluso 「一発パンチできたらイイナ!」 - ippatsu panchi dekitara iina!                     | 21 febbraio 2006  | 10-11 dicembre 2009              |
| 47 | Mi piacerebbe tornare a casa / Mi piacerebbe festeggiare con mamma e papà 「おうちに帰れたらイイナ!」 - ōchini kaere tara iina!                                   | 19 febbraio 2006  | 12-15 dicembre 2009              |
| 48 | Mi piacerebbe stare sempre insieme / Mi piacerebbe aiutare il papà 「みんな一緒だったらイイナ!」 - minna issho dattara iina!                                      | 26 febbraio 2006  | 16-17 dicembre 2009              |
| 49 | Mi piacerebbe scrivere una poesia / Mi piacerebbe che trovasse l’ispirazione 「ポエムが書けたらイイナ!」 - poemu ga kake tara iina!                               | 5 marzo 2006      | 18-19 dicembre 2009              |
| 50 | Mi piacerebbe salvare Keici / Mi piacerebbe che smettesse di suonare 「センパイを救えたらイイナ!」 - senpai wo sukue tara iina!                                   | 12 marzo 2006     | 22-23 dicembre 2009              |
| 51 | Mi piacerebbe riuscire a sollevare la spilla / Mi piacerebbe che l'incubo finisse 「タクトがふれたらイイナ!」 - takuto gafuretara iina!                           | 19 marzo 2006     | 29-30 dicembre 2009              |
| 52 | Mi piacerebbe che la canzone dei sogni funzionasse / Mi piacerebbe vincere contro il potere oscuro 「夢の歌がとどいたらイイナ！」 - yume no uta gatodoitara iina! | 26 marzo 2006     | 31 dicembre 2008/ 2 gennaio 2009 |

## Seconda serie
| Nº Ja | Nº It | Titolo italiano Giapponese 「Kanji」 - Rōmaji | In onda           | In onda            |
| Nº Ja | Nº It | Titolo italiano Giapponese 「Kanji」 - Rōmaji | Giapponese        | Italiano           |
| 1     | 53    | Mi piacerebbe rivedere Mymelo / Mi piacerebbe dirle che mi manca tantissimo 「マイメロに会えたらイイナ！」 - maimero ni ae tara iina!                         | 2 aprile 2006     | 5-7 gennaio 2009   |
| 2     | 54    | Mi piacerebbe vincere contro mio fratello / Mi piacerebbe essere meglio di lui 「アニキに勝てたらイイナ！」 - aniki ni kate tara iina!                        | 9 aprile 2006     | 8-9 gennaio 2009   |
| 3     | 55    | Mi piacerebbe raccogliere molte note musicali / Mi piacerebbe essere Uta 「オンプがいっぱいとれたらイイナ！」 - onpu gaippaitoretara iina!                    | 16 aprile 2006    | 12-13 gennaio 2009 |
| 4     | 56    | Mi piacerebbe essere un bel ragazzo / Mi piacerebbe essere corteggiata da tutti 「イケメンになったらイイナ！」 - ikemen ninattara iina!                       | 23 aprile 2006    | 14-15 gennaio 2009 |
| 5     | 57    | Mi piacerebbe ritrovare le mie amiche / Mi piacerebbe riuscire a sconfiggerlo 「仲間が見つかったらイイナ！」 - nakama ga mitsu kattara iina!                  | 30 aprile 2006    | 16 gennaio 2009    |
| 6     | 58    | Mi piacerebbe ricevere applausi / Mi piacerebbe che lo spettacolo avesse successo 「拍手をもらえたらイイナ！」 - hakushu womoraetara iina!                    | 7 maggio 2006     | 19-20 gennaio 2009 |
| 7     | 59    | Mi piacerebbe che fosse il giorno di Kuromi / Mi piacerebbe festeggiare tutte le mamme 「クロミの日になったらイイナ！」 - kuromi no nichi ninattara iina!     | 14 maggio 2006    | 21-22 gennaio 2009 |
| 8     | 60    | Mi piacerebbe mangiare le polpette di polipo / Mi piacerebbe vincere la partita di baseball 「タコヤキが食べれたらエエな！」 - takoyaki ga tabe retara ee na! | 21 maggio 2006    | 23 gennaio 2009    |
| 9     | 61    | Mi piacerebbe riuscire a dirle che le voglio bene 「スキって言えたらよろしおすナ！」 - suki tte ie tarayoroshiosu na!                                         | 28 maggio 2006    | 24 gennaio 2009    |
| 10    | 62    | Mi piacerebbe giocare a pallone 「サッカーできたらイイナ！」 - sakka dekitara iina!                                                                           | 4 giugno 2006     | 25 gennaio 2009    |
| 11    | 63    | Mi piacerebbe essere Iun 「潤になれたらイイナ！」 - jun ninaretara iina!                                                                                      | 11 giugno 2006    | 31 gennaio 2009    |
| 12    | 64    | Mi piacerebbe che mi dedicassero più attenzioni 「かまってくれたらイイナ！」 - kamattekuretara iina!                                                          | 18 giugno 2006    | 1º febbraio 2009   |
| 13    | 65    | Mi piacerebbe che lei si accorgesse di me 「気づいてくれたらイイナ！」 - kidu itekuretara iina!                                                               | 25 giugno 2006    | 7 febbraio 2009    |
| 14    | 66    | Mi piacerebbe che imparasse le buone maniere 「お行儀よくなったらイイナ！」 - o gyōgi yokunattara iina!                                                       | 2 luglio 2006     | 8 febbraio 2009    |
| 15    | 67    | Mi piacerebbe poter essere d'aiuto 「活躍できたらイイナ！」 - katsuyaku dekitara iina!                                                                        | 9 luglio 2006     | 14 febbraio 2009   |
| 16    | 68    | Mi piacerebbe riconquistare il mio primo amore 「初恋が実ったらイイナ」 - hatsukoi ga minotta ra iina                                                         | 16 luglio 2006    | 15 febbraio 2009   |
| 17    | 69    | Mi piacerebbe che fossimo a Mariland 「マリーランドになったらイイナ！」 - marirando ninattara iina!                                                           | 23 luglio 2006    | 21 febbraio 2009   |
| 18    | 70    | Mi piacerebbe che My Melo tornasse a casa 「マイメロが帰ってきたらイイナ！」 - maimero ga kaette kitara iina!                                                 | 30 luglio 2006    | 22 febbraio 2009   |
| 19    | 71    | Mi piacerebbe riposare 「のんびりできたらイイナ！」 - nonbiridekitara iina!                                                                                   | 6 agosto 2006     | 28 febbraio 2009   |
| 20    | 72    | Mi piacerebbe saper nuotare 「泳げたらイイナ！」 - oyoge tara iina!                                                                                           | 13 agosto 2006    | 1º marzo 2009      |
| 21    | 73    | Mi piacerebbe ascoltare il violino 「バイオリンがきけたらイイナ！」 - baiorin gakiketara iina!                                                                | 20 agosto 2006    | 7 marzo 2009       |
| 22    | 74    | Mi piacerebbe essere l'Usamimi mascherato 「ウサミミだったらイイナ！」 - usamimi dattara iina!                                                                | 27 agosto 2006    | 8 marzo 2009       |
| 23    | 75    | Mi piacerebbe impossessarmi della spilla My Melody 「タクトがとれたらイイのダー！」 - takuto gatoretara ii no da!                                             | 3 settembre 2006  | 14 marzo 2009      |
| 24    | 76    | Mi piacerebbe vendere Oden 「おでんが売れたらイイナ！」 - odenga ure tara iina!                                                                               | 10 settembre 2006 | 15 marzo 2009      |
| 25    | 77    | Mi piacerebbe fargliela pagare 「ギャフンて言ったらイイナ！」 - gyafun te itsutta ra iina!                                                                    | 17 settembre 2006 | 21 marzo 2009      |
| 26    | 78    | Mi piacerebbe diventare presidente della classe 「委員長になれたらイイナ！」 - iinchō ninaretara iina!                                                        | 24 settembre 2006 | 22 marzo 2009      |
| 27    | 79    | Mi piacerebbe che fosse più esplicito 「ハッキリしてくれたらイイナ！」 - hakkiri shitekuretara iina!                                                          | 1º ottobre 2006   | 28 marzo 2009      |
| 28    | 80    | Mi piacerebbe diventare più bravo con la chitarra 「ギターが上手くなったらイイナ！」 - gita ga umaku nattara iina!                                            | 8 ottobre 2006    | 29 marzo 2009      |
| 29    | 81    | Mi piacerebbe diventare una brava pasticciera 「パティシエになれたらイイナ！」 - pateishie ninaretara iina!                                                   | 15 ottobre 2006   | 24 maggio 2009     |
| 30    | 82    | Mi piacerebbe andare nella foresta rosa 「ピンクの森に行けたらイイナ！」 - pinku no mori ni ike tara iina!                                                    | 22 ottobre 2006   | 30 maggio 2009     |
| 31    | 83    | Mi piacerebbe ballare con lei 「もう一度踊れたらイイナ！」 - mō ichido odore tara iina!                                                                       | 29 ottobre 2006   | 31 maggio 2009     |
| 32    | 84    | Mi piacerebbe diventare affascinante 「カッコ良くなれたらイイぞな！」 - kakko yoku naretara ii zona!                                                          | 5 novembre 2006   | 6 giugno 2009      |
| 33    | 85    | Mi piacerebbe tirarle su il morale 「元気になったらイイナ！」 - genki ninattara iina!                                                                         | 12 novembre 2006  | 7 giugno 2009      |
| 34    | 86    | Mi piacerebbe tornare a quei giorni! 「あの頃に戻れたらイイナ！」 - ano goroni modore tara iina!                                                              | 19 novembre 2006  | 13 giugno 2009     |
| 35    | 87    | Mi piacerebbe tenerla per mano 「手をつなげたらイイナ！」 - te wotsunagetara iina!                                                                            | 26 novembre 2006  | 14 giugno 2009     |
| 36    | 88    | Mi piacerebbe far parte della famiglia 「家族になれたらイイナ！」 - kazoku ninaretara iina!                                                                   | 3 dicembre 2006   | 20 giugno 2009     |
| 37    | 89    | Mi piacerebbe essere chiamato tesoro 「ダーリンって呼ばれたらイイナ！」 - darin tte yoba retara iina!                                                         | 10 dicembre 2006  | 21 giugno 2009     |
| 38    | 90    | Mi piacerebbe che tutti diventassero Cappuccetto Rosso 「赤ずきんになれたらイイナ！」 - aka zukinninaretara iina!                                             | 17 dicembre 2006  | 27 giugno 2009     |
| 39    | 91    | Mi piacerebbe che la mia voce la raggiungesse 「声がとどいたらイイナ！」 - koe gatodoitara iina!                                                              | 24 dicembre 2006  | 28 giugno 2009     |
| 40    | 92    | Mi piacerebbe fare la prima risata dell'anno 「初笑いできたらイイナ！」 - hatsuwarai idekitara iina!                                                          | 2 gennaio 2007    | 4 luglio 2009      |
| 41    | 93    | Mi piacerebbe tagliare il traguardo 「ゴールできたらイイナ！」 - goru dekitara iina!                                                                          | 7 gennaio 2007    | 5 luglio 2009      |
| 42    | 94    | Mi piacerebbe che lei capisse che sono serio 「ホンキがとどけばイイナ！」 - honki gatodokeba iina!                                                            | 14 gennaio 2007   | 11 luglio 2009     |
| 43    | 95    | Mi piacerebbe che dicesse di sì 「OKだったらイイナ！」 - OK dattara iina!                                                                                     | 21 gennaio 2007   | 12 luglio 2009     |
| 44    | 96    | Mi piacerebbe che venisse fuori 「出てきてくれたらイイナ！」 - dete kitekuretara iina!                                                                        | 28 gennaio 2007   | 18 luglio 2009     |
| 45    | 97    | Mi piacerebbe poterla baciare 「チュウできたらイイナ！」 - chū dekitara iina!                                                                                 | 4 febbraio 2007   | 19 luglio 2009     |
| 46    | 98    | Mi piacerebbe che mi regalasse dei cioccolatini 「チョコがもらえたらイイナ！」 - choko gamoraetara iina!                                                      | 11 febbraio 2007  | 25 luglio 2009     |
| 47    | 99    | Mi piacerebbe che tornasse in sé 「元にもどってくれたらイイナ！」 - motoni modottekuretara iina!                                                              | 18 febbraio 2007  | 26 luglio 2009     |
| 48    | 100   | Mi piacerebbe sapere chi è 「正体がわかったらイイナ！」 - shōtai gawakattara iina!                                                                            | 25 febbraio 2007  | 1º agosto 2009     |
| 49    | 101   | Mi piacerebbe saper dire grazie 「ありがとうって言えたらイイナ！」 - arigatōtte ie tara iina!                                                                 | 4 marzo 2007      | 2 agosto 2009      |
| 50    | 102   | Mi piacerebbe riuscire a salvare Iun 「潤を救えたらイイナ！」 - jun wo sukue tara iina!                                                                       | 11 marzo 2007     | 8 agosto 2009      |
| 51    | 103   | Mi piacerebbe che la melodia lo raggiungesse 「メロディがとどいたらイイナ！」 - merodi gatodoitara iina!                                                      | 18 marzo 2007     | 9 agosto 2009      |
| 52    | 104   | Mi piacerebbe che il mio sogno si realizzasse 「夢がかなったらイイナ！」 - yume gakanattara iina!                                                             | 25 marzo 2007     | 15 agosto 2009     |

## Terza serie
| Nº Ja | Nº It | Titolo italiano Giapponese 「Kanji」 - Rōmaji                                                     | In onda           | In onda        |
| Nº Ja | Nº It | Titolo italiano Giapponese 「Kanji」 - Rōmaji                                                     | Giapponese        | Italiano       |
| 1     | 105a  | Mymelo, principessa di Mariland 「お花畑ですっきり!?」 - Ohanabatake de sukkiri!?                 | 1º aprile 2007    | 9 giugno 2010  |
| 2     | 105b  | La prima missione di Mymelo 「マイメロちゃんですっきり!?」 - Maimero chan de sukkiri!?            | 8 aprile 2007     | 9 giugno 2010  |
| 3     | 106a  | Il pranzo al sacco 「お弁当ですっきり!?」 - Obentou de sukkiri!?                                  | 15 aprile 2007    | 10 giugno 2010 |
| 4     | 106b  | La prima vittoria di Kuromi 「シュートですっきり!?」 - Shuuto de sukkiri!?                        | 22 aprile 2007    | 10 giugno 2010 |
| 5     | 107a  | Il quaderno di poesie 「ポエムですっきり!?」 - Poemu de sukkiri!?                                 | 29 aprile 2007    | 11 giugno 2010 |
| 6     | 107b  | L'appartamento in affitto 「負け犬荘ですっきり!?」 - Makeinu chan de sukkiri!?                    | 6 maggio 2007     | 11 giugno 2010 |
| 7     | 108a  | Kuromi, principessa per un giorno 「ダークプリンセスですっきり!?」 - Daaku Purinsesu de sukkiri!? | 13 maggio 2007    | 12 giugno 2010 |
| 8     | 108b  | La macchina per fare i pop-corn 「はじけてすっきり!?」 - Hajikete sukkiri!?                       | 20 maggio 2007    | 12 giugno 2010 |
| 9     | 109a  | La casa degli Hiragi 「お屋敷ですっきり!?」 - Oyashiki de sukkiri!?                               | 27 maggio 2007    | 13 giugno 2010 |
| 10    | 109b  | Le crostatine di Mymelo 「タルトですっきり!?」 - Taruto de sukkiri!?                              | 3 giugno 2007     | 13 giugno 2010 |
| 11    | 110a  | Manà è cambiata? 「もふもふですっきり!?」 - Mofumofu de sukkiri!?                                 | 10 giugno 2007    | 14 giugno 2010 |
| 12    | 110b  | Il paese delle meraviglie 「ふしぎの国ですっきり!?」 - Fushigi no kuni de sukkiri!?               | 17 giugno 2007    | 14 giugno 2010 |
| 13    | 111a  | Il trattamento di bellezza 「エステですっきり!?」 - Esute de sukkiri!?                            | 24 giugno 2007    | 15 giugno 2010 |
| 14    | 111b  | Il primo appuntamento 「初デートですっきり!?」 - Hatsu deeto de sukkiri!?                         | 1º luglio 2007    | 15 giugno 2010 |
| 15    | 112a  | La gara automobilistica 「猛レースですっきり!?」 - Mou reesu de sukkiri!?                         | 8 luglio 2007     | 16 giugno 2010 |
| 16    | 112b  | L'ingenuità di Mymelo 「空気ですっきり!?」 - Kuuki de sukkiri!?                                   | 15 luglio 2007    | 16 giugno 2010 |
| 17    | 113a  | La lite di Kuromi con Nyami 「夢みてすっきり!?」 - Yume mite sukkiri!?                            | 22 luglio 2007    | 17 giugno 2010 |
| 18    | 113b  | Il ritorno di Iun e Keici 「再会ですっきり!?」 - Zaikai de sukkiri!?                              | 29 luglio 2007    | 17 giugno 2010 |
| 19    | 114a  | Le vacanze sull'isola 「夏休みですっきり!?」 - Natsuyasumi de sukkiri!?                           | 5 agosto 2007     | 18 giugno 2010 |
| 20    | 114b  | I fan club di Keici Hiragi 「流れ星ですっきり!?」 - Nagareboshi de sukkiri!?                      | 12 agosto 2007    | 18 giugno 2010 |
| 21    | 115a  | La stanza misteriosa 「ヒヤッとしてすっきり!?」 - Hiyatto shite sukkiri!?                         | 19 agosto 2007    | 19 giugno 2010 |
| 22    | 115b  | Il festival di Moco-Moco 「ヒツジ村ですっきり!?」 - Hitsuji tsuki de sukkiri!?                    | 26 agosto 2007    | 19 giugno 2010 |
| 23    | 116a  | La premonizione di Urabe 「のどごしすっきり!?」 - Nodogoshi sukkiri!?                             | 2 settembre 2007  | 20 giugno 2010 |
| 24    | 116b  | Mymelo, principessa per un giorno 「プリンセスですっきり!?」 - Purinsesu de sukkiri!?             | 9 settembre 2007  | 20 giugno 2010 |
| 25    | 117a  | Il primo bacio di Babu 「チュウですっきり!?」 - Chuu de sukkiri!?                                 | 16 settembre 2007 | 21 giugno 2010 |
| 26    | 117b  | Il curry super piccante 「らっきょですっきり!?」 - Rakkyo de sukkiri!?                            | 23 settembre 2007 | 21 giugno 2010 |
| 27    | 118a  | Il re cerca lavoro 「面接ですっきり!?」 - Mensetsu de sukkiri!?                                   | 30 settembre 2007 | 22 giugno 2010 |
| 28    | 118b  | Kojiro contro Musashi 「胸キュンですっきり!?」 - Mune kyun de sukkiri!?                           | 7 ottobre 2007    | 22 giugno 2010 |
| 29    | 119a  | Il capello di Sebastan 「チョロゲですっきり!?」 - Choroge de sukkiri!?                            | 14 ottobre 2007   | 23 giugno 2010 |
| 30    | 119b  | Le piccole gioie della vita 「小さな幸せですっきり!?」 - Chiisana shiawase de sukkiri!?           | 21 ottobre 2007   | 23 giugno 2010 |
| 31    | 120a  | Il campo di zucche 「カボチャ畑ですっきり!?」 - Kabocha batake de sukkiri!?                       | 28 ottobre 2007   | 24 giugno 2010 |
| 32    | 120b  | Il pulsante segreto 「ミラーですっきり!?」 - Miraa de sukkiri!?                                   | 4 novembre 2007   | 24 giugno 2010 |
| 33    | 121a  | Il fazzoletto ricamato 「ヘロヘロですっきり!?」 - Herohero de sukkiri!?                           | 11 novembre 2007  | 25 giugno 2010 |
| 34    | 121b  | Poesia e musica 「ロックですっきりさー!?」 - Rokku de sukkiri!?                                   | 18 novembre 2007  | 25 giugno 2010 |
| 35    | 122a  | Il lupo e i sette capretti 「七匹の子ヤギですっきり!?」 - Nanahiki no koyagi de sukkiri!?         | 25 novembre 2007  | 26 giugno 2010 |
| 36    | 122b  | La piccola peste 「プリティ悪魔っ子ですっきり!?」 - Puriti akumakko de sukkiri!?                  | 2 dicembre 2007   | 26 giugno 2010 |
| 37    | 123a  | Masahiko sfida Keru 「チャレンジですっきり!?」 - Chalenji de sukkiri!?                            | 9 dicembre 2007   | 27 giugno 2010 |
| 38    | 123b  | La guerra tra gang rivali 「仁義なきすっきり!?」 - Jingi naki sukkiri!?                           | 16 dicembre 2007  | 27 giugno 2010 |
| 39    | 124a  | Aiutiamo Babbo Natale! 「クリスマスですっきり!?」 - Kurisumasu de sukkiri!?                       | 23 dicembre 2007  | 28 giugno 2010 |
| 40    | 124b  | Il castello di Edo -prima parte- 「大江戸ですっきり!? その1」 - Ohedo de sukkiri!? sono 1         | 6 gennaio 2008    | 28 giugno 2010 |
| 41    | 125a  | Il castello di Edo -seconda parte- 「大江戸ですっきり!? その2」 - Ohedo de sukkiri!? sono 2       | 13 gennaio 2008   | 29 giugno 2010 |
| 42    | 125b  | Miky perde la sua rivale 「ライバルですっきり!?」 - Raibaru de sukkiri!?                          | 20 gennaio 2008   | 29 giugno 2010 |
| 43    | 126a  | Il concerto in pericolo 「ミファソですっきり!?」 - Mifaso de sukkiri!?                            | 27 gennaio 2008   | 30 giugno 2010 |
| 44    | 126b  | Iun si perde in Africa 「アフリカですっきり!?」 - Afurika de sukkiri!?                            | 3 febbraio 2008   | 30 giugno 2010 |
| 45    | 127a  | Buon San Valentino! 「チョコっとすっきり!?」 - Choko tto sukkiri!?                                | 10 febbraio 2008  | 1º luglio 2010 |
| 46    | 127b  | La cena dei perdenti 「やみナベですっきり!?」 - Yami nabe de sukkiri!?                            | 17 febbraio 2008  | 1º luglio 2010 |
| 47    | 128a  | Il compleanno di Babu 「４年ぶりでですっきり!?」 - Yonenburide de sukkiri!?                       | 24 febbraio 2008  | 2 luglio 2010  |
| 48    | 128b  | La festa delle ragazze 「ひな祭ですっきり!?」 - Hinamatsuri de sukkiri!?                          | 2 marzo 2008      | 2 luglio 2010  |
| 49    | 129a  | Il diadema di Kuromi si completa 「コンプリートですっきり!?」 - Konpuriito de sukkiri!?           | 9 marzo 2008      | 3 luglio 2010  |
| 50    | 129b  | Il ritorno di Macumba 「クロミランドですっきり!?」 - Kuromi Rando de sukkiri!?                    | 16 marzo 2008     | 3 luglio 2010  |
| 51    | 130a  | Mymelody diventa principessa 「思い出してすっきり!?」 - Omoidashite sukkiri!?                     | 23 marzo 2008     | 4 luglio 2010  |
| 52    | 130b  | La foresta nera e le terme dell'arcobaleno 「温泉ですっきり!?」 - Onsen de sukkiri!?              | 30 marzo 2008     | 4 luglio 2010  |

## Quarta serie
| Nº Ja | Nº It | Titolo italiano Giapponese 「Kanji」 - Rōmaji | In onda           | In onda        |
| Nº Ja | Nº It | Titolo italiano Giapponese 「Kanji」 - Rōmaji | Giapponese        | Italiano       |
| 1     | 131   | Kirara arriva a Mariland 「ありゃま!美少女が降ってきた」 - Aryama! Bishōjo ga kudattekitaLa stella cadente 「ありゃま!美少年が降ってきた」 - Aryama! Bishōnen ga kudattekita                                                                         | 6 aprile 2008     | 5 luglio 2010  |
| 2     | 132   | Il primo frammento di stella 「ありゃま!お魚さんが飛んじゃった」 - Aryama! Osakanasan ga tonjattaBabu contro tutti 「ありゃま!バクくんが大あばれ」 - Aryama! Bakukun ga dai abare                                                                    | 13 aprile 2008    | 6 luglio 2010  |
| 3     | 133   | Notti insonni a Mariland 「ありゃま!ケロケロで大変」 - Aryama! Kuro kuro de taihenSorapi cerca casa 「ありゃま!みんなでお引越し」 - Aryama! Minna de ohikkoshi                                                                                       | 20 aprile 2008    | 7 luglio 2010  |
| 4     | 134   | Mamma mia che freddo! 「ありゃま!ふわふわがツルツルに」 - Aryama! Fuwa fuwa ga tsuru tsuru niMymelo, l'incubo di Kuromi 「ありゃま!クロミちゃんがいっぱい」 - Aryama! Kuromichan ga ippai                                                            | 27 aprile 2008    | 8 luglio 2010  |
| 5     | 135   | Il primo giorno di scuola 「ありゃま!チョーわがままな転校生」 - Aryama! Choichi wagamamana tenkōseiIl cuore di ghiaccio 「ありゃま!ホームシックになっちゃった」 - Aryama! Hoomu shikku ni nacchatta                                                  | 4 maggio 2008     | 9 luglio 2010  |
| 6     | 136   | Scambio di persone 「ありゃま!入れかわちゃった」 - Aryama! Hairekawachatta | 11 maggio 2008    | 10 luglio 2010 |
| 7     | 137   | n.d. 「ありゃま!バクくん有罪?」 - Aryama! Bakukun yūzai?Milu, il robot da latte 「ありゃま!ピヨちゃん大活躍」 - Aryama! Piyochan dai katsuyaku | 18 maggio 2008    | 11 luglio 2010 |
| 8     | 138   | Squi Squi sfida Kuromi 「ありゃま!リスくんが止まらない」 - Aryama! Risukun ga tomaranaiLa cattedra vacante 「ありゃま!がんばれきらら先生」 - Aryama! Ganbare Kirara sensei                                                                           | 25 maggio 2008    | 12 luglio 2010 |
| 9     | 139   | Zou, il playboy 「ありゃま!ゾウさん遊び人デビュー」 - Aryama! Zōsan asobinin debyūIl segreto dei frammenti di stella 「ありゃま!星のかけらのヒミツ」 - Aryama! Hoshi no kakera no himitsu                                                            | 1º giugno 2008    | 13 luglio 2010 |
| 10    | 140   | La visita al museo 「ありゃま!恋のミュージアム」 - Aryama! Koi no myūjiamuIl fantasma 「ありゃま!ヌルヌルおばけさん」 - Aryama! Nuru nuru obakesan                                                                                                   | 8 giugno 2008     | 14 luglio 2010 |
| 11    | 141   | Sorapi se ne va 「ありゃま!さよならピヨちゃん」 - Aryama! Sayonara PiyochanSorapi il bacchettone 「ありゃま!生まれ変わったピヨちゃん」 - Aryama! Umare kawatta Piyochan                                                                              | 15 giugno 2008    | 15 luglio 2010 |
| 12    | 142   | Il castello Melanzana 「ありゃま!ナスビ大作戦」 - Aryama! Nasubi daisakusenUna Domenica con Mymelo 「ありゃま!日曜日はのんびり」 - Aryama! Nichiyōbi wa nonbiri                                                                                      | 22 giugno 2008    | 16 luglio 2010 |
| 13    | 143   | I biscotti di Kuromi 「ありゃま!恋のクッキー大作戦」 - Aryama! Koi no kukkii daisakusenSorapi non sa fischiare 「ありゃま!悲しき口笛ピヨー」 - Aryama! Kanashiki kuchibue Piyoo                                                                      | 29 giugno 2008    | 17 luglio 2010 |
| 14    | 144   | I pancake della mamma 「ありゃま!うまうまホットケーキ」 - Aryama! Uma uma hotto keikiLa strana coppia 「ありゃま!おかしな二人」 - Aryama! Okashina futari                                                                                            | 6 luglio 2008     | 18 luglio 2010 |
| 15    | 145   | Gli uomini delle nevi in estate? 「ありゃま!真夏の雪男」 - Aryama! Manatsu no yuki otokoLa gara di nuoto sincronizzato 「ありゃま!シンクロで親子丼」 - Aryama! Shinkuro de oyako donburi                                                             | 13 luglio 2008    | 19 luglio 2010 |
| 16    | 146   | Il nuovo parco divertimenti 「ありゃま!遊園地でギャー!」 - Aryama! Yūen chi de gyaa!Natalie arriva a Mariland 「ありゃま!降ってきたでございます」 - Aryama! Futtekita de gozaimasu                                                                   | 20 luglio 2008    | 20 luglio 2010 |
| 17    | 147   | L'incredibile Natalie 「ありゃま!ナタリーさんすご～い」 - Aryama! Natariisan SugooiRelax a Mariland 「ありゃま!みんなではにゃ～ん」 - Aryama! Minna de hanyaan                                                                                       | 27 luglio 2008    | 21 luglio 2010 |
| 18    | 148   | Berry e Cherry a Mariland 「ベリー&チェリーでウサミミ仮面GOGO!」 - Berie and Cherie de usamimi kamen GO GO! | 3 agosto 2008     | 22 luglio 2010 |
| 19    | 149   | La strategia di Sorapi per conquistare Kirara 「ありゃま！ソラぴのめろめろ大作戦」 - Aryama! Sorapi no mero mero daisakusenLa strategia di Kuromi per stare con Sorapi 「ありゃま！クロミのめろめろ大作戦」 - Aryama! Kuromi no mero mero daisakusen | 10 agosto 2008    | 23 luglio 2010 |
| 20    | 150   | Il perfetto campeggiatore 「ありゃま！キャンプでファイヤー！」 - Aryama! Kyanpu de faiyaa!Natalie diventa una star 「ありゃま！ナタリーをプロデュース」 - Aryama! Natarii o purodyūsu                                                                | 17 agosto 2008    | 24 luglio 2010 |
| 21    | 151   | Alla ricerca dello Tsuchinoko 「ありゃま！ツチノコみつけた」 - Aryama! Tsuchinoko mitsuketaL'oroscopo di Sorapi 「ありゃま！まぁるくおさまっちゃった」 - Aryama! Maaruku osamacchatta                                                                | 24 agosto 2008    | 25 luglio 2010 |
| 22    | 152   | La lettera d'amore 「ありゃま！ラブレターみーつけた」 - Aryama! Raburetaa mii tsuketaUna passeggiata sotto la pioggia 「ありゃま！雨の日のおさんぽ」 - Aryama! Ame no hi no osanpo                                                                   | 31 agosto 2008    | 26 luglio 2010 |
| 23    | 153   | Il cuore in rete 「ありゃま！ハートにゴールぴよ」 - Aryama! Haato ni goaru PiyoL'incontro del destino (Benvenute Coppie) 「ありゃま！なれそめ教えて」 - Aryama! Naresome oshiete                                                                     | 7 settembre 2008  | 27 luglio 2010 |
| 24    | 154   | Il re del gioco 「ありゃま！王様だ～れ？」 - Aryama! Ōsama Daare?Il primo appuntamento 「ありゃま！ドッキドキの初デート」 - Aryama! Dokki dokki no hatsu deeto                                                                                       | 14 settembre 2008 | 28 luglio 2010 |
| 25    | 155   | Scambio di ciondoli 「ありゃま！ゴメンねきららちゃん」 - Aryama! Gomenne Kirarachan | 21 settembre 2008 | 29 luglio 2010 |
| 26    | 156   | Un velo di tristezza 「ありゃま！なんだかモヤモヤ」 - Aryama! Nanda ka moya moya | 28 settembre 2008 | 30 luglio 2010 |
| 27    | 157   | n.d. 「ありゃま！ヤキモチや～ん」 - Aryama! Yakimochiyaann.d. 「ありゃま！バクくん結婚」 - Aryama! Bakukun kekkon | 5 ottobre 2008    | 31 luglio 2010 |
| 28    | 158   | La dichiarazione di Sorapi 「ありゃま！ピヨちゃんの告白」 - Aryama! Piyochan no kokuhakuKuromi alla riscossa 「ありゃま！恋の火山が大噴火」 - Aryama! Koi no kazan ga daifunka                                                                       | 12 ottobre 2008   | 1º agosto 2010 |
| 29    | 159   | La trasformazione del Dio della Melanzana 「ありゃま！神様大変身」 - Aryama! Kamisama dai henshinIl torneo del tè 「ありゃま！紅茶王決定戦」 - Aryama! Kōcha ō ketteisen                                                                             | 19 ottobre 2008   | 2 agosto 2010  |
| 30    | 160   | Un disastro lunare 「ありゃま！お月様大異変」 - Aryama! Otsukisama dai ihenLa televisione 「ありゃま！テレビでワイワイ」 - Aryama! Terebi de wai wai                                                                                                 | 26 ottobre 2008   | 3 agosto 2010  |
| 31    | 161   | La zanzara spaziale 「ありゃま！さすらいの星マント」 - Aryama! Sasurai no hoshi mantoIl granchio peloso 「ありゃま！やっちまったピヨ」 - Aryama! Yacchi matta Piyo                                                                                   | 2 novembre 2008   | 4 agosto 2010  |
| 32    | 162   | Momenti di gloria 「ありゃま！バクくんモテモテ」 - Aryama! Bakukun mote mote | 9 novembre 2008   | 5 agosto 2010  |
| 33    | 163   | Astinenza da tè! 「ありゃま！紅茶でや～ん」 - Aryama! Kōcha de yaanCosa combini, papà? 「ありゃま！パパちょいワル？」 - Aryama! Papa choi waru? | 16 novembre 2008  | 6 agosto 2010  |
| 34    | 164   | Tutto l'opposto 「ありゃま！なんか反対」 - Aryama! Nanka hantaiGli aculei di Spino! 「ありゃま！トゲトゲや～ん」 - Aryama! Toge toge yaan | 23 novembre 2008  | 7 agosto 2010  |
| 35    | 165   | Stranezze nell'aria 「ありゃま！なんか変」 - Aryama! Nanka hen | 30 novembre 2008  | 8 agosto 2010  |
| 36    | 166   | Un arrivo imprevisto 「ありゃま！これが噂のセンパイさん？」 - Aryama! Kore ga uwasa no senpaisan?Mymelo contro Juichiro 「ありゃま！きゃふ～んVSはにゃ～ん」 - Aryama! Kyafuun VS Hanyaan                                                            | 7 dicembre 2008   | 9 agosto 2010  |
| 37    | 167   | Assomiglia a Kaito! 「ありゃま！カイトくんになっちゃった」 - Aryama! Kaitokun ni nacchattaConcorrenza sleale 「ありゃま！戦えショッピングプラザ」 - Aryama! Tatakau shoppingu puraza                                                                 | 14 dicembre 2008  | 10 agosto 2010 |
| 38    | 168   | La torta di Natale 「ありゃま！ケーキがいっぱい」 - Aryama! Keeki ga ippaiLe renne di Babbo Natale! 「ありゃま！トナカイさんのクリスマス」 - Aryama! Tonakaisan no kurisumasu                                                                        | 21 dicembre 2008  | 11 agosto 2010 |
| 39    | 169   | Chi ha vinto la lotteria? 「ありゃま！宝くじは誰のもの？」 - Aryama! Takarakuji wa dare no mono?La festa della neve 「ありゃま！雪祭りだよ」 - Aryama! Yukimatsuri dayo                                                                              | 28 dicembre 2008  | 12 agosto 2010 |
| 40    | 170   | Una grande gioia 「ありゃま！大喜利Oh!ギリギリ」 - Aryama! Daiki tori Oh! Giri giriLa tristezza di Kuromi 「ありゃま！クロミちゃんの乙女心」 - Aryama! Kuromichan no otomeshin                                                                       | 4 gennaio 2009    | 13 agosto 2010 |
| 41    | 171   | Oh mamma, quanti bei fusti! 「ありゃま！イケメンがいっぱ～い」 - Aryama! Ikemen ga ippaaiLa scatola delle delizie 「ありゃま！おいしいお弁当」 - Aryama! Oishii obentō                                                                               | 11 gennaio 2009   | 14 agosto 2010 |
| 42    | 172   | L'uovo di Sorapi 「ありゃま！ソララの玉子」 - Aryama! Sorara no tamagoAlla ricerca dell'affascinante principe 「ありゃま！おかしなスカウトさん」 - Aryama! Okashina sukautosan                                                                       | 18 gennaio 2009   | 15 agosto 2010 |
| 43    | 173   | La guida turistica 「ありゃま！ナタリーのバスガイド」 - Aryama! Natarie no basugaidoIl mio papà 「ありゃま！パパのこと教えて」 - Aryama! Papa no koto oshiete                                                                                        | 25 gennaio 2009   | 16 agosto 2010 |
| 44    | 174   | La ricerca del principe continua 「ありゃま！あっちこっちに王子様」 - Aryama! Acchi kocchi ni ōjisamaBianco o nero? 「ありゃま！白黒ハッキリ!?」 - Aryama! Shirokuro hakkiri!?                                                                       | 1º febbraio 2009  | 17 agosto 2010 |
| 45    | 175   | Il giorno di San Valentino 「ありゃま！マリーランドのバレンタイン」 - Aryama! Marii Rando no BarentainIl concorso 「ありゃま！おねがい対決」 - Aryama! Onegai taiketsu                                                                               | 8 febbraio 2009   | 18 agosto 2010 |
| 46    | 176   | Salviamo la Terra 「ありゃま！人間界がヘロヘロ」 - Aryama! Ningen kai ga hero hero | 15 febbraio 2009  | 19 agosto 2010 |
| 47    | 177   | Scambio di piume 「ありゃま！きららピヨヨ？」 - Aryama! Kirara Piyoyo?Il primo appuntamento con Kirara 「ありゃま！恐怖のデート」 - Aryama! Kyōfu no deeto                                                                                           | 22 febbraio 2009  | 20 agosto 2010 |
| 48    | 178   | Operazione "fidanzato" 「ありゃま！イケメン大作戦 / ありゃま！またイケメン大作戦」 - Aryama! Ikemen daisakusen / Aryama! Mata ikemen daisakusen | 1º marzo 2009     | 21 agosto 2010 |
| 49    | 179   | Una splendida amicizia 「ありゃま！ステキな友情」 - Aryama! Sutekina yūjō | 8 marzo 2009      | 22 agosto 2010 |
| 50    | 180   | Operazione "fidanzato" -atto secondo- 「ありゃま！またまたイケメン大作戦」 - Aryama! Mata mata ikemen daisakusen | 15 marzo 2009     | 23 agosto 2010 |
| 51    | 181   | L'attacco di Avocado 「ありゃま！アボガドやばくね？」 - Aryama! Abogado ya baku ne? | 22 marzo 2009     | 24 agosto 2010 |
| 52    | 182   | Gran finale a sorpresa 「夢の橋から出発」 - Yume no hashi kara shuppatsu | 29 marzo 2009     | 25 agosto 2010 |